# Félix Zurstrassen
Félix Zurstrassen (* 1987) ist ein belgischer Fusion- und Jazzmusiker (E-Bass, Kontrabass).

## Leben und Wirken
Zurstrassen, dessen Vater Pirly Zurstrassen als Pianist und Akkordeonist aktiv ist, erhielt zunächst Klavierunterricht. Im Alter von 14 Jahren wechselte er zum E-Bass und war als Jugendlicher durch Bands wie Aka Moon beeinflusst. Zwischen 2005 und 2010 studierte er E-Bass am Königlichen Konservatorium in Brüssel bei Michel Hatzigeorgiou, um dann bei Jean-Louis Rassinfosse und Christophe Wallemme Kontrabass zu erlernen.
Zurstrassen gilt als vielseitiger Musiker, der die Fähigkeit hat, sich leicht an viele Besonderheiten, Genres und Musikstile anzupassen. Er spielte an der Seite von Fabrizio Cassol bei Conference of the Birds, Teun Verbruggen, MusicAzur, Steve Houben, Igor Gehenot, Bo Van Der Werf, Guillaume Vierset und seinem LG Jazz Collective, Charles Loos, Pierre de Surgères, Alexandra Grimal, Vincent Bruyninckx, François Delporte, The KMG's, Lionel Beuvens, Stijn Cools, Bram De Looze, Jérome Klein, Lieven Venken und Thibault Dille.
Lange arbeitete Zurstrassen nur als Sideman, bevor er sein Trio mit Nelson Veras und Schlagzeuger Antoine Pierre gründete. 2020 legte er schließlich sein Debütalbum Nova mit eigenen Kompositionen bei Igloo Records vor, für das er sein Trio um Ben van Gelder erweiterte.
Zurstrassen gilt in Belgien als einer der meistgeschätzten Bassisten seiner Generation. 2017 wurde er mit dem Jazzpreis Young Talent der belgischen Urhebergesellschaft SABAM ausgezeichnet.